# Szennaja Ploscsagy metróállomás
A Szennaja Ploscsagy (oroszul: Сеннáя плóщадь egy metróállomás Oroszországban, Szentpétervárott a szentpétervári metró 2-es   metróvonalán.

## Metróvonalak
Az állomást az alábbi metróvonalak érintik:
- Moszkovszko-Petrogradszkaja

## Kapcsolódó állomások
A metróállomáshoz az alábbi állomások vannak a legközelebb:
- Nyevszkij Proszpekt (Parnasz, Moszkovszko-Petrogradszkaja)
- Tyehnologicseszkij Insztyitut (Kupcsino, Moszkovszko-Petrogradszkaja)